# 新塞梅尼夫卡 (洛佐瓦區)
49°25′24″N 36°4′0″E / 49.42333°N 36.06667°E
新塞梅尼夫卡（烏克蘭語：Нова Семенівка）是位於烏克蘭東部的村莊，由哈爾科夫州洛佐瓦區的比利亞伊夫卡市鎮負責管轄。該村始建於1930年，面積0.32平方公里，海拔高度166米，2001年人口5，人口密度每平方公里15.4人。